# Aktive Mobilität
Aktive Mobilität umfasst alle Fortbewegungsarten, die ganz oder teilweise auf Muskelkraft basieren; Fahrradfahren und Fußverkehr sind dabei die prominentesten, es gehören jedoch auch Formen der Mobilität wie Tretroller- und Kickboard-Fahren dazu, an die man nicht sofort denkt.
Mit dem Begriff werden Zufußgehen und Radfahren nicht weiter auf eine Weise beschrieben, was sie nicht sind, nämlich „nicht motorisierter Verkehr“, sondern Aktive Mobilität wird gleichsam als attraktiver Lebensstil propagiert.
Aktive Mobilität bringt dabei eine Reihe von Vorteilen mit sich: Sie ermöglicht effizientere Raum- und Siedlungsstrukturen und erhöht damit die Zugänglichkeit der Städte, sie ist wirtschaftlich und sicher, fördert Gesundheit und Fitness, erhöht die Lebensqualität und kann mit geringen Kosten umgesetzt werden.
Der derzeitige Stand der Wissenschaft deutet darauf hin, dass der gesundheitliche Nutzen aus der körperlichen Aktivität durch Aktive Mobilität die gleichzeitig damit verbundenen Risiken, z. B. die Unfallgefahr und die Exposition gegenüber Luftschadstoffen bei weitem aufhebt.

## Mobilitätspyramide

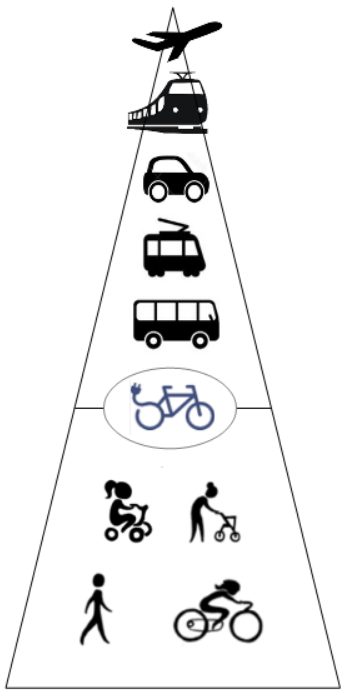
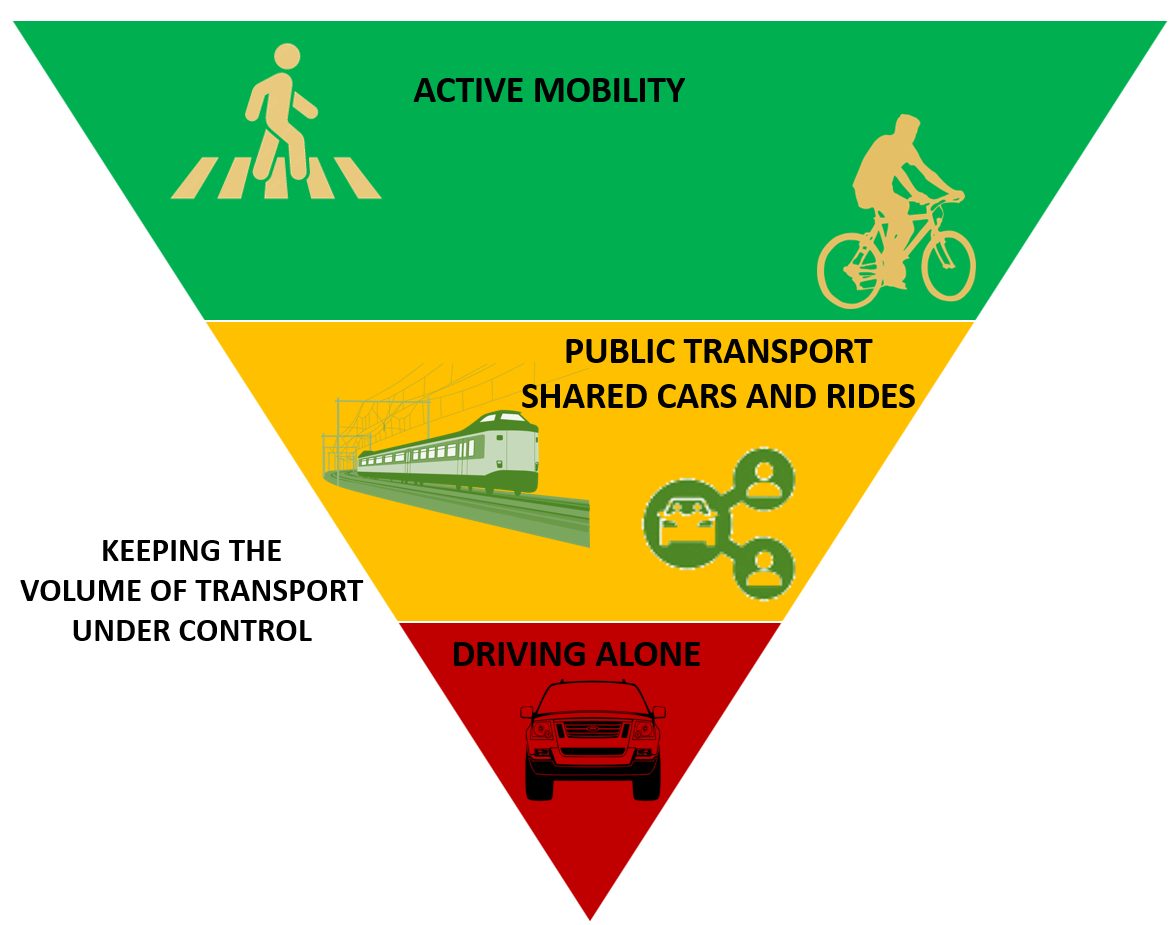
„Umgedrehte“ Mobilitätspyramide: „Aktiv“, „nachhaltig“ oben (englisch)

Die „Mobilitätspyramide“ erklärt das Zusammenspiel von aktiver und passiver Mobilität: Bei der [klassischen] Abbildung nach Tutzing sind oben die Formen zur Bewältigung größerer Entfernungen eingetragen und unten die für die kleineren; die Basis des Dreiecks bildet hier die „Aktive Mobilität“, die Fortbewegung aus eigener Körperkraft.
Ziel im Sinn der Nachhaltigkeit ist es, den Zeitanteil der Aktiven Mobilität zu erhöhen: Bei der „umgedrehten“ Pyramide finden sich die nachhaltigsten und umweltfreundlichsten Mobilitätsformen oben.
Eine Sonderstellung in der Mobiltätspyramide nimmt das E-Bike ein. Als Mischform von Aktiver und passiver Mobilität, wird es als Spielveränderer (engl. game changer) angesehen; Pedelecs oder E-Bikes, elektrisch unterstützte Fahrräder erweitern den Raum der Möglichkeiten: Während das Fahrrad die Reichweite gegenüber dem Zufußgehen mehr als verdoppelt, verdreifacht das Pedelec noch einmal die Reichweite des Fahrrads. Davon abgesehen erlaubt E-Biking müheloseres Radfahren auch in hügeliger Topographie und es ermöglicht Menschen mit eingeschränkten sportlichen Fähigkeiten, weiterhin „aktiv“ mobil zu bleiben; mit Lastenfahrrädern wird auch Logistik und (Personen-)Transport möglich.

## Aktive Mobilität und Stadt der Zukunft
50 % aller PKW-Fahrten sind nicht länger als 5 km und lassen sich damit gut mit dem Fahrrad zurücklegen.
Für Städte liefert die ‚Aktive Mobilität‘ einen entscheidenden Lösungsbeiträge auf dem Weg in eine postfossile Gesellschaft und ist Voraussetzungen für Zero Emission Citys der Zukunft.
‚Aktive Mobilität‘ ist neben den Öffentlichen Verkehrsmitteln und dem motorisierten Individualverkehr die dritte Säule des Verkehrs. Ein mögliches Ziel ist eine gleichberechtigte Stellung der ‚Aktiven Mobilität‘ neben den beiden anderen Verkehrsträgern.
Zahlreiche Forschungen beschäftigen sich damit, welche äußeren und inneren Bedingungen Menschen Anreize geben, sich vorzugsweise aktiv fortzubewegen. Ein Beispiel dafür ist das Forschungsfeld ‚Aktive Mobilität‘ in Österreich.
Nicht nur von den äußeren Bedingungen hängt die Verkehrsmittelwahl ab, sondern auch vom persönlichen Verhalten jedes Einzelnen. In einer Themenwoche hat die ARD Entscheidungspunkte gesammelt, an denen jeder die Wahl hat und gibt Empfehlungen:
- Bei Besorgungen mit dem Auto einen zentralen Parkplatz wählen und dann die verschiedenen Geschäfte zu Fuß ansteuern.
- Für regelmäßige Besorgungen keine gesonderte Fahrt unternehmen, sondern diese auf dem Arbeitsweg erledigen.
- Zu Fuß oder mit dem Fahrrad öfter einen Umweg machen, zum Beispiel die längere, aber schönere Route wählen.
- Regelmäßig die Treppe anstelle des Aufzugs oder der Rolltreppe nehmen.
- Wie wäre es mit der Anschaffung eines Pedelecs? Gerade bei kurzen Strecken ist das Fahrrad mit elektrischer Unterstützung eine echte Alternative zum Auto.[8]